# Capitán Arturo Prat
Base Naval Capitán Arturo Prat – chilijska stacja antarktyczna położona na Greenwich Island w archipelagu Szetlandów Południowych. 
Patronem stacji jest Arturo Prat, dziewiętnastowieczny oficer marynarki wojennej, jeden z bohaterów narodowych Chile. Jest najstarszą chilijską stacją w Antarktyce, została założona 6 lutego 1947 przez chilijską marynarkę wojenną i jej istnienie miało wzmocnić terytorialne roszczenia tego kraju względem części Antarktydy (tzw. Chilijskie Terytorium Antarktyczne). Pod kontrolą marynarki wojennej pozostawała do 2006. Do 2004 była stacją całoroczną. Po 2006 funkcjonowała w okresie letnim, prowadzono w niej badania atmosferyczne i meteorologiczne.